# The Pillage
Albums de Cappadonna
The Yin and the Yang
(2001)
The Pillage est le premier album studio de Cappadonna, sorti le 24 mars 1998.
L'album s'est classé 1er du Top R&B/Hip-Hop Albums et 3e au Billboard 200.

## Liste des titres
| No  | Titre                                               | Contient un (des) sample(s) de                                                     | Durée |
| --- | --------------------------------------------------- | ---------------------------------------------------------------------------------- | ----- |
| 1.  | Slang Editorial                                     | When You Took Your Love From Me d'O. V. Wright                                     | 4:47  |
| 2.  | Pillage (featuring Killer Bamz)                     |                                                                                    | 3:14  |
| 3.  | Run                                                 |                                                                                    | 4:00  |
| 4.  | Blood on Blood War                                  |                                                                                    | 3:56  |
| 5.  | Supa Ninjaz (featuring Method Man et U-God)         |                                                                                    | 3:24  |
| 6.  | MCF                                                 |                                                                                    | 3:54  |
| 7.  | Splish Splash                                       | Ain't No Sunshine de Lyn Collins                                                   | 2:01  |
| 8.  | Oh-Donna (featuring Ghostface Killah)               | Donna de Ritchie Valens                                                            | 3:51  |
| 9.  | Milk the Cow                                        | I Was Born All Over d'O. V. Wright A Jackass Gets His Oats des Amazing Rhythm Aces | 3:45  |
| 10. | South of the Border                                 |                                                                                    | 2:51  |
| 11. | Check For a Nigga (featuring Method Man et Raekwon) |                                                                                    | 4:00  |
| 12. | Dart Throwing                                       |                                                                                    | 3:09  |
| 13. | Young Hearts (featuring Blue Raspberry)             |                                                                                    | 3:11  |
| 14. | Everything Is Everything (featuring Rhyme Recca)    |                                                                                    | 3:50  |
| 15. | Pump Your Fist (featuring Killer Bamz et Tekitha)   |                                                                                    | 3:37  |
| 16. | Black Boy (featuring Rhyme Recca)                   | You, I Adore du Love Unlimited Orchestra                                           | 4:14  |